# 藤川正信
藤川 正信（ふじかわ まさのぶ、1922年4月13日 - 2005年3月10日）は、日本の図書館情報学者、翻訳家。
横浜市生まれ。愛媛県出身。東京大学文学部哲学科、慶應義塾大学文学部図書館学科で学ぶ。ジョージピーボディ大学大学院図書館学修了。慶應義塾大学文学部助教授、教授、大東文化大学経済学部教授、図書館情報大学教授、1987年同大学学長。1991年退任。愛知淑徳大学教授。1981年「オーデュボンソサイエテイブック」で日本翻訳出版文化賞受賞。

## 著書
- 『第二の知識の本』新潮社 ポケット・ライブラリ 1963
- 『自分を跳びこす思考法 奇抜な脳ミソが躍動する本』ベストセラーズ ワニの本 1978

### 共著
- 『情報管理実務講座 第5 情報検索』中村重男,桜井宣隆共著 日刊工業新聞社 1965
- 『情報管理実務講座 第4 参考資料の利用と作成法』共著 日刊工業新聞社 1966
- 『情報管理実務講座 第8 経営と情報管理 上』桜井宣隆,笠井利彦共著 日刊工業新聞社 1966
- 『情報管理実務講座 第9 経営と情報管理 下』河野徳吉,中村重男共著 日刊工業新聞社 1966
- 『社会科学ドキュメンテーション その情報特性と利用』伊大知良太郎,水田洋共編 丸善 1968

### 翻訳
- L.F.ファーゴ『学校の図書館』阪本一郎,若林元典共訳 牧書店 1957
- エドマンド・G.ラブ『ただで暮らす法』青春出版社 プレイ・ブックス 1964
- ジャンヌ・カルボニエ著 ジョセフ・セリーニ画『床屋医者パレ』福音館 1969　のち福武文庫
- シドニー・ローゼン『それでも地球はまわる ガリレオ』小坂しげる画 学習研究社 世界の伝記 1971
- スターリング・ノース『メンロパークの魔術師 エジソン』小林与志画 学習研究社 世界の伝記 1971
- T.C.チャブ『大航海の夜あけ ヘンリー航海王』岩淵慶造画 学習研究社 世界の伝記 1972
- ジャック・ロンドン『白いきば』辻まこと画 学研世界名作シリーズ 1975
- 『DIALOG探索方式要約ガイド』牛島悦子共翻訳監修 紀伊国屋書店 1978
- 『DIALOGデータベースガイド』牛島悦子共翻訳監修 紀伊国屋書店 1978
- 『DIALOGデータベースガイド 第3巻』牛島悦子共翻訳監修 紀伊国屋書店 1979
- レス・ライン, ジョージ・レイガー編著『海の野生動物 オーデュボンソサイエティブック』旺文社 1981
- レス・ライン原著 フランクリン・ラッセル編著『野生の鳥 オーデュボンソサイエティブック』中村凪子共訳 旺文社 1981
- レス・ライン原著 エドワード・リチウティ編著『野生の動物 オーデュボンソサイエティブック』旺文社 1981

記念論文集
- 『ある図書館情報学研究者の軌跡 藤川正信先生への追憶』藤川正信先生を偲ぶ会 2006